# Volkswagen Talagon
El Volkswagen Talagon (xinès simplificat: 大众揽境, pinyin: Dàzhòng Lǎnjìng) és un SUV crossover de mida completa de tres files fabricat a la Xina des del 2021 pel fabricant d'automòbils alemany Volkswagen, a través de l'empresa conjunta FAW-Volkswagen. És el model SUV més gran produït per la companyia i també el segon vehicle més gran construït amb la plataforma MQB, després del monovolum Viloran.

## Característiques
El Talagon va ser previsualitzat per un vehicle conceptual anomenat SMV (Sport Multi-Purpose Vehicle) l'abril de 2019. La versió de producció es va presentar a Auto Shanghai l'abril de 2021. El vehicle es basa en la plataforma modular MQB en la seva configuració més estesa. Considerat com un model germà del Teramont/Atlas, és lleugerament més gran per uns 110 mm (4.3 in) de llargada i 12 mm (0.5 in) d'amplada.
Les configuracions del motor provenen del Teramont, que inclou un motor turbo de 2,0 litres que pot produir 186 PS (183 hp; 137 kW) i 220 PS (217 hp; 162 kW), que s'etiqueten "330 TSI" i "380 TSI" respectivament. També s'ofereix un motor VR6 de 2,5 litres amb l'etiqueta "530 V6". Totes les configuracions es combinen amb una transmissió DSG humida de 7 velocitats.